# Bengt Häger
För den åländske politikern med detta namn, se Bengt Häger (politiker)
Bengt Nils Richard Häger, född 27 april 1916 i Malmö, död 2 november 2011 i Stockholm, var en svensk danskritiker, dansskribent och museichef.
Bengt Häger var son till grosshandlarparet Alfred och Elly Häger i Malmö. Åren 1936-44 studerade han paleografi, litteraturhistoria, konsthistoria, teaterhistoria och ekonomi vid Stockholms högskola samt tog lektioner i dans hos bland andra koreograferna Artillio Meurk och Michail Fokin.
Han var danskritiker och -skribent från 1940 i bland annat Morgon-Tidningen, Stockholmstidningen och Veckojournalen och var ordförande i Dansfrämjandet 1944–1964. Mellan 1947 och 1950 var han museichef för det av Rolf de Maré grundade Les Archives internationales de la Danse i Paris. Han grundade tillsammans med Rolf de Maré Dansmuseet i Stockholm  och var dess intendent 1953–1989, rektor för det av honom grundade Koreografiska institutet (nuvarande Dans- och cirkushögskolan) i Stockholm 1963–1971 och president för danssektionen inom Unesco 1977–1988. År 1989 blev han bibliotekarie vid Carina Ari-biblioteket. Han tilldelades professors namn 1985 och medaljen Illis Quorum av åttonde storleken 2001.
Bengt Häger var 1944–1953 gift med den danska författaren Pipaluk Freuchen (1918–1999), med vilken han fick dottern Navarana, och från 1954 med den indiska dansaren Lilavati Devi (1925–2002), med vilken han fick sonen Richard Häger, kapellmästare (född 1964). Makarna är begravda på Solna kyrkogård.

## Filmografi
1954 – Balettprogram